# 오버톤브릿지

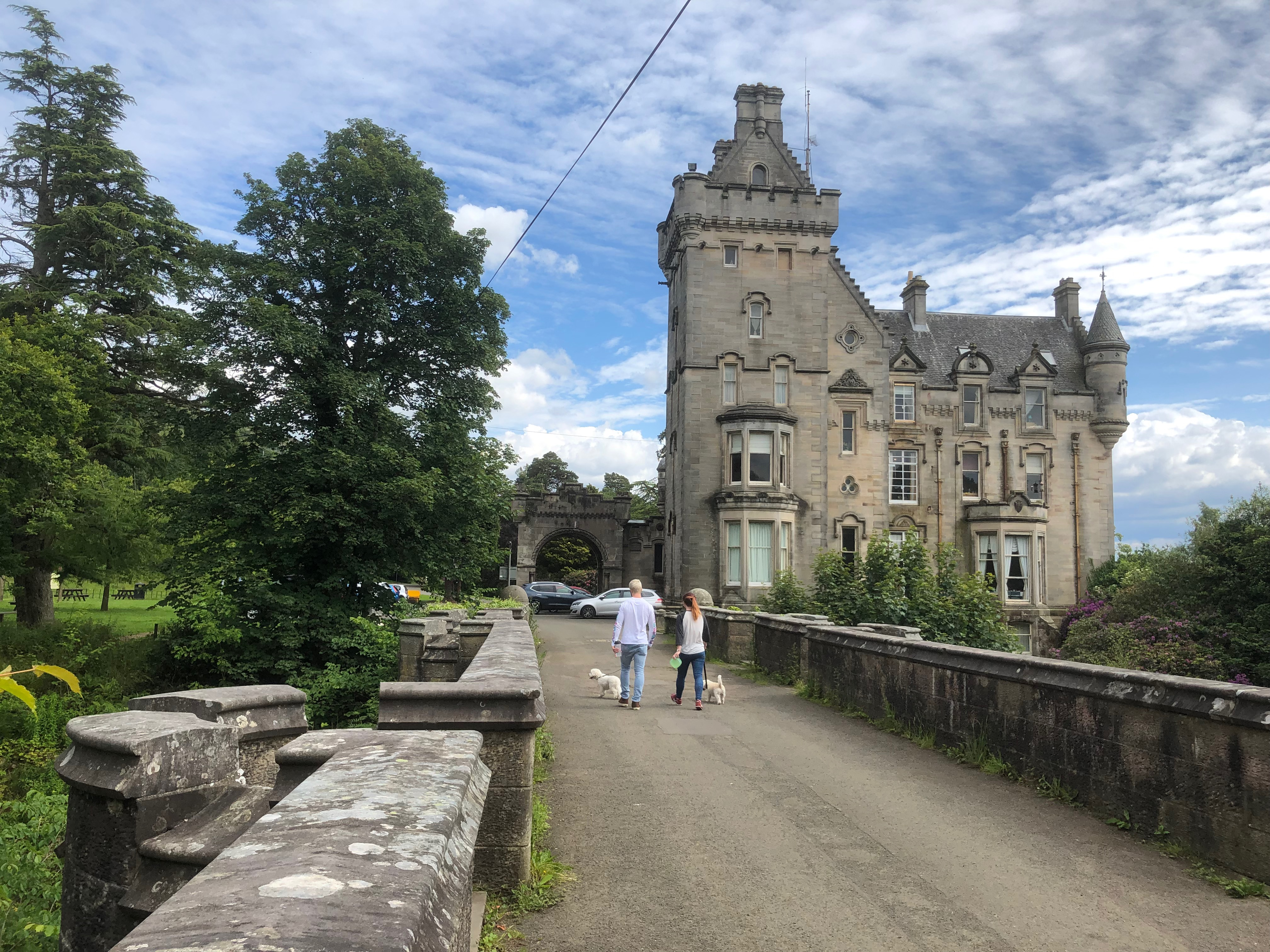
오버톤 하우스에서 가는 오버톤 브릿지

오버톤 브릿지는 스코틀랜드 웨스트 덤바튼시의 덤바튼 인근 서북 하우스 진입로에서 오버톤 번 위에 있는 B등급 구조물이다. 1895년 조경사 Henry Ernest Milner의 설계로 완성되었다.
category B-listed이란?
2005년 이후, 다수의 개들이 오버툰 다리에서 떨어지거나 뛰어내려 다치거나, 아래 바위에 착륙할 때 죽었다는 보도에 언론의 홍보가 이루어졌다.50 피트 (15 m);그 다리는 또한 살인과 자살 미수의 장소가 되었다. 유령이나 다른 초자연적인 원인에 대한 주장이 있었다.; 연구자들은 개들이 다리 위에서 자살하는 이야기를 민화와 도시 전설의 예라고 묘사했다.자연적인 설명으로는 개들이 덤불 속에서 동물의 향기나 소리에 이끌리고, 다리 바닥의 경사진 표면에서 균형을 잃는다는 것이다.

## 역사와 건축
John White, 제 1대 오버톤 경은 1891년에 오버라운 하우스와 그 땅을 물려받았다. 그는 1892년에 그의 땅의 서쪽에 인접한 가셰이크 땅을 샀다. 마차는 경사가 너무 가파르기 때문에 옛 동부의 접근로를 따라 오버톤 저택에 접근할 수 없었다.; 그래서 가셰이크가 인수되자 마자 새로운 진입로를 건설하는 작업이 시작되었다.
토목 기술자 및 조경 설계자인 Henry Ernest Milner|H. E. Milner에 의해 지어진 이 다리는 거친 마름돌의 면을 사용하여 건설되었고, 1895년 6월에 완공되었다. 그것은 세 개의 아치로 이루어져 있다.: 오버라운 화상이 흐르는 깊은 골짜기에 걸쳐 있는 큰 중앙 아치, 양쪽 측면에 낮고 작은 보행자 아치를 나란히 세웠다.

## 설명할 수 없는 개들의 죽음

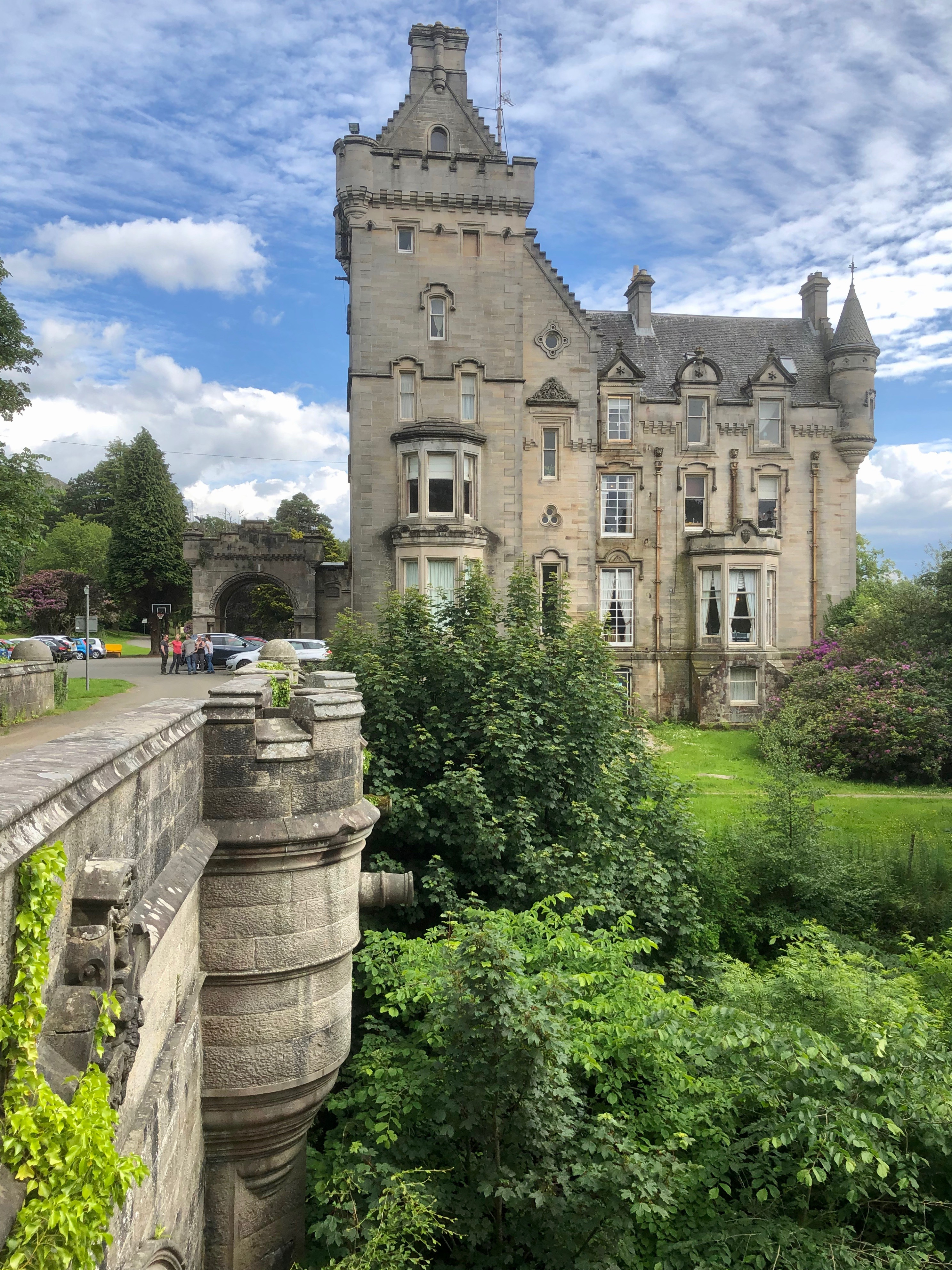
이 다리는 깊은 협곡에 걸쳐 있다..

글래스고 회의론에 따르면, 2005년경 글래스고의 숨겨진 광경에 대한 토론회에서 언급된 이후, 이 다리에서 죽은 개들에 대한 이야기가 인터넷에 떠돌았다. 2006년 Daily Mail이 그것에 관한 기사를 쓰면서 유명해졌다.이후 보도된 사망사고는 국제 언론의 주목을 받았다.
개 심리학자 데이비드 샌즈는 시력, 후각, 음향 요인을 조사했다. 그는 비록 결정적인 해답은 아니었지만, 겉으로 보이는 땅과 잎사귀까지도 다른 쪽의 방울을 가리며, 특히 낮은 관점을 가진 개들에게는 그 지역 전체가 하나의 평면으로 보이게 한다고 결론지었다. 그것은 수컷 [밍크] 오줌의 냄새와 결합하여 개들이 다른 쪽으로 뛰어오도록 유혹하고 있다 주장했다.
이 지역에서 50년 동안 살고 있는 지역 사냥꾼 존 조이스는 "향기 이론"에 동의하지 않았다. 그는 2014년에 "여기에는 밍크가 없다. 확실하게 장담할 수 있다."고 말했다.
교각에서 개의 죽음이 초자연적인 활동이라는 주장이 제기되기도 했다. 초자연현상 수사관 Brian Dunning은 "개가 계획적인 자살을 하는 것이 가능한가"라고 물었다. David Sands는 "그들이 우리 인간들이 자살이라고 부르는 것을 저지르는 것은 불가능하다"고 말했다. 왕립 조류와 야생동물 보호를 위한 협회의 David Sexton은 이 다리를 더 자세히 조사했고, 개가 "애호한다"는 다리 끝에 "쥐, 다람쥐, 밍크의 둥지"가 있다는 것을 발견했다. 샌즈는 10마리의 개와 실험을 해보았다. "쥐, 다람쥐, 밍크 향이 담긴 통조림으로 준비된 들판, 그 중 한 마리는 다람쥐 향으로 갔고, 두 마리는 주인과 함께 노는 것을 더 좋아했고, 나머지 일곱 마리는 모두 밍크 향으로 직행했는데, 그 중 다수는 상당히 극적으로 극적으로 나타났다."
2019년에 오버톤 하우스의 주인인 밥과 멜리사 힐은 'The Newyork Times'와 인터뷰를 나눴다. 그들은 17년 동안 그곳에서 살면서 동요하고, 벌떡 일어나 다리에서 떨어진 많은 개들을 보았다고 말했다. 텍사스 출신의 밥 힐 목사는 "개들이 밍크, 소나무 마텐 또는 다른 포유류의 냄새를 맡고 나서 다리의 벽 위로 뛰어오를 것이다"라고 자연스런 설명을 했다. 그리고 그것이 테이퍼로 되어 있기 때문에 그들은 그냥 넘어질 것이다." 동시에 그는 그 집의 토대가 영적인 자질을 지니고 있다고 생각했고, 초자연적인 것은 스코틀랜드 사람들의 생활에서 흔히 볼 수 있는 것이라고 생각했다.

## 그 외의 사건들
1994년 10월, 한 남자가 자신의 아들이 악마의 화신이라고 믿었기 때문에 2주 된 아들을 다리 위에서 던져 죽였다. 그 후 그는 처음에는 다리에서 뛰어내리려고 시도하다가 나중에는 손목을 긋는 방법으로 여러 번 자살을 시도했다.

## 참조

### 인용구
1. ↑  
“Overtoun: Site history”, 《An Inventory of Gardens and Designed Landscapes in Scotland》, Historic Scotland, 14 April 2015에 원본 문서에서 보존된 문서, 14 April 2015에 확인함
2. ↑  
“Overtoun House”, West Dunbartonshire Council, 14 April 2015에 원본 문서에서 보존된 문서, 14 April 2015에 확인함
3. 1 2  
“Overtoun House, Bridge at Garshake Drive (Ref:24908)”, Historic Scotland,  9 April 2015에 원본 문서에서 보존된 문서,  9 April 2015에 확인함
4. ↑  
“Flogging a dead dog? - Glasgow Skeptics”. 《Glasgow Skeptics》. The Wayback Machine. 2019년 3월 28일에 원본 문서에서 보존된 문서. 2019년 3월 28일에 확인함.
5. 1 2  Yeginsu, Ceylan (2019년 3월 27일). “‘Dog Suicide Bridge’: Why Do So Many Pets Keep Leaping Into a Scottish Gorge?”. 2019년 3월 27일에 확인함 – NYTimes.com 경유.
6. ↑  
〈Lost Giants of Georgia and Bridge of Death〉, 《The Unexplained Files》, 시즌 2, 제 8회, 2014년 9월 16일, The Science Channel
7. ↑  
Midgley, Dominic (2015년 6월 25일), “What's caused 600 dogs to hurl themselves off this bridge?”, 《Daily Express》
8. ↑  
Khan, Maria. “Scotland: 600 dogs mysteriously jump off haunted suicide Overtoun bridge”. 《International Business Times》. 2017년 7월 9일에 확인함.
9. ↑  
Dunning, Brian (2012년 7월 24일). “The Suicide Dogs of Overtoun Bridge”. 《Skeptoid》. 2019년 3월 27일에 확인함.
10. ↑  
“Father who threw 'devil' baby from bridge sent to Carstairs”. 《The Herald》. 1995년 2월 1일.